# Luciano Vietto
Luciano Darío Vietto (Balnearia, Argentina, 5 de desembre de 1993) és un futbolista professional argentí. Es va formar a les categories inferiors del CA Estudiantes i Racing Club, actualment juga al Racing Club.

## Trajectòria

### Vila-real CF
Després de relacionar-se'l molt amb el València CF que, fins i tot, tenia una opció preferent de tanteig sobre el jugador, finalment, l'estiu del 2014 es va fer oficial el fitxatge per l'equip castellonenc per cinc temporades i un cost de 7,5 milions de €. El 24 d'agost del 2014 va debutar a la Primera divisió contra la UE Llevant, era la primera jornada de Lliga. Va entrar al camp al minut 80, substituint a Gio. Durant les primeres jornades el jugador argentí va tenir aparicions esporàdiques des de la banqueta, no va ser fins ben entrat el campionat i amb la lesió de Gio, que va aconseguir encadenar una sèrie de partits com a titular. Les xifres golejadores l'acompanyaven. El seu primer gol va ser el 21 de setembre del 2014, va sortir des de la banqueta i va marcar dos gols, el tercer i el quart, que confirmaven la remuntada contra el Rayo Vallecano. El balanç de la temporada amb l'equip groguet va ser molt positiu, de fet, el jugador va acabar sent la referència en atac del Vila-real CF. La seva bona temporada va cridar l'atenció de grans equips europeus.

### Atlético de Madrid
Finalment, el 22 de juny del 2015, Fernando Roig, president del Vila-real CF va confirmar la seva marxa l'Atlético per una quantitat propera als 20 milions de €. Vietto va debutar a la Lliga contra el FC Barcelona en la tercera jornada de la Lliga 2015-2016, va entrar al terreny de joc al minut 81 en el lloc de Gabi. Vietto va marcar el seu primer gol per l'Atlético el 4 d'octubre de 2015, el de l'empat contra el Reial Madrid CF en partit de lliga que va acabar 1–1.

#### Sevilla (cedit)
El 30 de juliol de 2016, l'Atlético de Madrid i el Sevilla FC van arribar a un acord per la cessió de Vietto amb opció a compra.

#### València (cedit)
El 4 de gener de 2018, Vietto va signar contracte de cessió amb el València CF per la resta de temporada, amb clàusula de compra. En el seu primer partit com a titular, en vuitens de Copa del Rei contra la UD Las Palmas Vietto va marcar 3 gols, que significaven el seu primer hat-trick a Espanya.

#### Fulham (cedit)
L'agost de 2018 va fitxar pel Fulham anglès, amb un nou contracte de cessió per un any.